# 527年
| 千纪： | 1千纪 |
| 世纪： | 5世纪 \| 6世纪 \| 7世纪 |
| 年代： | 490年代 \| 500年代 \| 510年代 \| 520年代 \| 530年代 \| 540年代 \| 550年代                                                                                          |
| 年份： | 522年 \| 523年 \| 524年 \| 525年 \| 526年 \| 527年 \| 528年 \| 529年 \| 530年 \| 531年 \| 532年                                                                    |
| 纪年： | 丁未年（羊年）；北魏孝昌三年；南朝梁普通八年，大通元年；高昌甘露三年；莫折念生天建四年；杜洛周真王四年；劉蠡升神嘉三年；葛荣广安二年；劉獲天授元年；萧宝夤隆緒元年 |

## 大事记
- 梁武帝蕭衍第一次前往同泰寺捨身出家，三日後還俗，大赦天下，改元大通。
- 磐井之亂。
- 新羅法新王正式接納佛教。
- 查士丁尼大帝繼位為東羅馬帝國皇帝，同時立狄奧多拉皇后為帝國的共治者。
- 莫折念生義軍被北魏官兵擊敗，莫折念生退守隴道後被部下杜粲所殺，部眾四散。

## 逝世
- 酈道元，北魏地理學家、散文家，水經注作者。
- 查士丁一世，東羅馬帝國皇帝。
- 莫折念生，北朝時秦州起事領袖。